# منتخب النمسا للكرة اللينة للسيدات
منتخب النمسا للكرة اللينة للسيدات هو ممثل النمسا الرسمي في المنافسات الدولية في الكرة اللينة للسيدات .